# 羅克斯伯里 (緬因州)
羅克斯伯里（英語：Roxbury）是一個位於美國緬因州牛津縣的鎮。

## 人口
根據2020年美國人口普查的數據，羅克斯伯里的面積為114.30平方千米，當中陸地面積為111.14平方千米，而水域面積為3.16平方千米。當地共有人口361人，而人口密度為每平方千米3人。